# (150) Нюйва
(150) Нюйва (пиньинь Nǚwā) — довольно большой астероид главного пояса, принадлежащим к углеродным астероидам класса C, поверхность которого состоит из углеродно-хондритного материала. Он был открыт 18 октября 1875 года американским астрономом Дж. К. Уотсоном в Анн-Арборе, США и назван в честь Нюйвы, — одной из великих богинь в китайской мифологии.

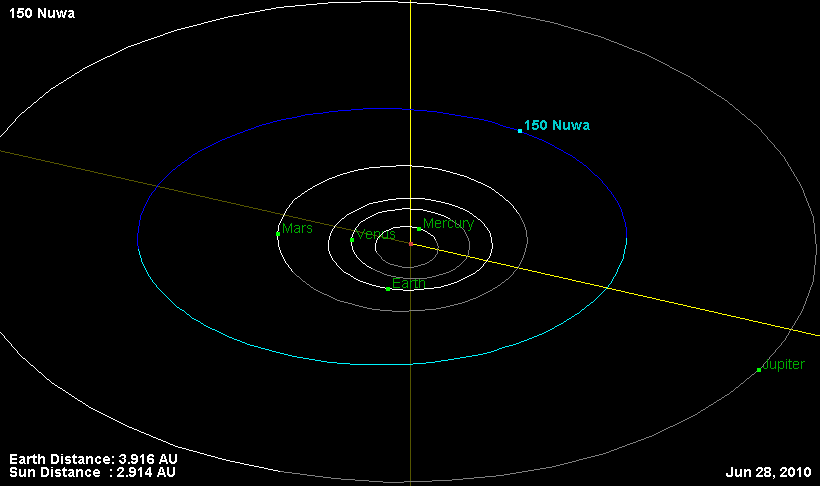
Орбита астероида Нюйва и его положение в Солнечной системе

Покрытие звёзд этим астероидом наблюдалось 17 декабря 1999 года.

Снимок сделан 3 октября 2009 года с Slooh роботизированных телескопов (Тейде — Канарские острова)
Снимок сделан 23 октября 2009 года с Slooh роботизированных телескопов (Тейде — Канарские острова)